# 铁矿镇
铁矿乡，是中华人民共和国四川省达州市万源市下辖的一个乡镇级行政单位。

## 行政区划
铁矿乡下辖以下地区：
南门社区、铁矿坝村、双坝村、白果坪村和泥溪沟村。